# Treason Trial

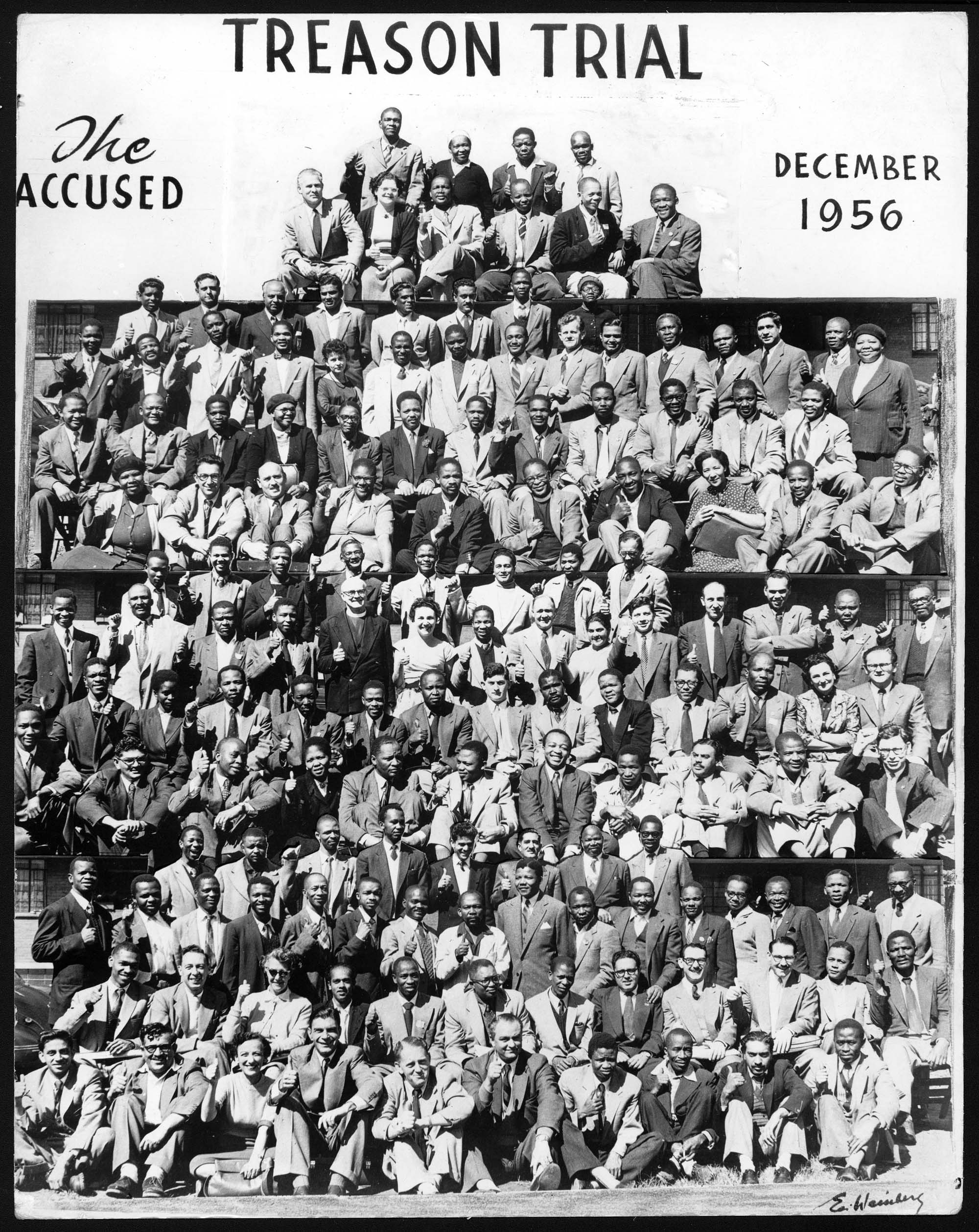
Die Angeklagten im Treason-Trial von 1956

Das Treason Trial (deutsch: Der Landesverratsprozess) war ein Gerichtsprozess in Südafrika. 156 Südafrikaner wurden des Landesverrats beschuldigt. Der Prozess dauerte von 1956 bis 1961 und endete mit dem Freispruch aller Angeklagten.

## Vorgeschichte
Am 26. Juni 1955 hatte die oppositionelle, rassenübergreifende Congress Alliance die Freiheitscharta verabschiedet, die vor allem eine Überwindung der 1948 eingeführten Apartheid propagierte. Die Congress Alliance bestand aus dem African National Congress (ANC), dem South African Indian Congress (SAIC), der South African Coloured People’s Organisation (SACPO) und dem Congress of Democrats (SACOD). Die Ziele der Freiheitscharta wurden von der südafrikanischen Regierung als Landesverrat betrachtet.
Am 5. Dezember 1956 wurden 144 der späteren Angeklagten verhaftet, weitere zwölf eine Woche später. Sie wurden ins Johannesburger Zentralgefängnis, Fort genannt, gebracht.

## Prozessbeteiligte

### Angeklagte
Die 156 Angeklagten repräsentierten alle Organisationen der Congress Alliance. Von den Angeklagten waren nach den damaligen Rassengesetzen 104 Schwarze, 23 Weiße, 21 Indischstämmige und 8 Coloureds. Zehn Angeklagte waren Frauen. Die Angeklagten wurden im Gefängnis von Johannesburg in Gemeinschaftszellen festgehalten, jedoch nach Hautfarbe und Geschlecht getrennt.
Die Zahl der Angeklagten wurde nach der Anhörungsphase auf 92 verringert. Im November 1957 wurde das Verfahren gegen 30 Angeklagte abgetrennt, unter ihnen Nelson Mandela. Dieses Verfahren begann im August 1959. Die übrigen 61 Angeklagten wurden Mitte 1959 freigesprochen.
Zu den 30 bis zum Schluss Angeklagten gehörten:
- Nelson Mandela, ANC
- Ahmed Kathrada, Generalsekretär des Transvaal Indian Youth Congress
- Walter Sisulu, ANC, SACP
- Stanley Lollan, SACP
- Leon Levy, Gewerkschaftsführer des South African Congress of Trade Unions
- Helen Joseph, Gewerkschaftsführerin und Kämpferin für Frauenrechte
- Lilian Ngoyi, ANC, Mitbegründerin der Federation of South African Women
- Joe Slovo, SACP
- Duma Nokwe, ANC
- Bertha Mashaba Gxowa, ANC
- Ida Flyo Mntwana, ANC, erste Präsidentin der South African Federation of Women
- Farid Adams, Transvaal Indian Youth Congress
- Elias Moretsele, ANC, starb kurz vor Ende des Verfahrens

Weitere Angeklagte waren unter anderem:
- Albert Luthuli, ANC-Vorsitzender
- Oliver Tambo, ANC
- Alex La Guma, Journalist und Schriftsteller, SACPO, SACP und ANC
- Archie Gumede, Liberal Party/ANC
- Ruth First, SACP
- Yusuf Dadoo, SACP, Vorsitzender des Transvaal Indian Congress
- Gagathura Mohambry „Monty“ Naicker, Vorsitzender des South African Indian Congress
- Frances Baard, ANC, African National Congress Women’s League, Gewerkschafterin
- Lionel „Rusty“ Bernstein, SACP
- Gert Sibande, ANC
- Zachariah Keodirelang Matthews, ANC
- Reginald „Reggie“ September, SACPO
- Henry Makgothi, ANC
- Arthur Letele, ANC

### Verteidiger
Leiter der Verteidigung war Israel Maisels, bekannt auch als Issy Maisels. Weitere Verteidiger waren Vernon Berrange, Bram Fischer, Maurice Franks, Ruth Hayman, Sydney Kentridge, G. Nicholas, Norman Rosenberg und Rex Welsh. Joe Slovo verteidigte sich selbst. Auch Nelson Mandela und Duma Nokwe vertraten sich nach dem Massaker von Sharpeville und dem daraufhin ausgerufenen Ausnahmezustand im April 1960 auf eigenen Wunsch selbst.

### Ankläger
Ankläger war die Südafrikanische Union, vertreten durch Chefankläger van Niekerk sowie Oswald Pirow (Januar 1958 bis zu seinem Tod 1959) und de Vos, der Pirow ersetzte.

### Richter
Als Richter fungierten F. L. Rumpff als Vorsitzender und die Richter Kennedy und Ludorf, der wegen Befangenheit durch Richter Bekker ersetzt wurde.

## Ablauf und Urteil
Von Dezember 1956 bis Januar 1958 wurden die Anklagen vom Magistrate Court in Johannesburg vorbereitet und auf Stichhaltigkeit untersucht. Im Gerichtssaal saßen die Angeklagten in alphabetischer Reihenfolge, nicht nach Hautfarbe getrennt.
64 Angeklagte wurden am Ende der Prüfungsphase freigesprochen. Die zweite Phase des Prozesses fand in Pretoria statt. Die Angeklagten wurden an Prozesstagen mit Bussen von Johannesburg nach Pretoria gebracht. Sie waren nicht dauerhaft inhaftiert. Im November 1957 wurde die Anklage umgeschrieben und ein abgetrenntes Verfahren gegen 30 Angeklagte begonnen. Die übrigen verbliebenen 61 Angeklagten wurden Mitte 1959 freigesprochen. Im August 1959 begann das Verfahren gegen die 30 Hauptangeklagten vor dem Obersten Gerichtshof in Pretoria. Am 8. April 1960 wurde der ANC als Folge des Sharpeville-Massakers verboten; das Verfahren fand monatelang ohne Verteidiger statt. Am 3. August 1960 begann Mandela sein Plädoyer, am 7. Oktober des Jahres waren die Plädoyers der Angeklagten abgeschlossen. Am 29. März 1961 wurden die 30 verbliebenen Angeklagten mangels Beweisen freigesprochen.

## Ereignisse in Südafrika während des Prozesses
Während die wichtigsten Repräsentanten des ANC im Gefängnis saßen, fand 1957 in Alexandra ein erfolgreicher Busboykott statt. Die Schwarzen gewannen an Selbstbewusstsein. 1959 wurde der Pan Africanist Congress (PAC) gegründet, der die Apartheid aus der Sicht der Schwarzen bekämpfte. Seine Anhänger protestierten vor allem gegen die diskriminierenden Passgesetze, so dass es am 21. März 1960 zum Sharpeville-Massaker kam, bei dem 69 demonstrierende Schwarze von der südafrikanischen Polizei erschossen wurden. Am 8. April 1960 wurden zahlreiche Anti-Apartheid-Organisationen wie ANC und PAC verboten und der nationale Ausnahmezustand ausgerufen.
Im selben Jahr wurde Albert Luthuli als weltweit erstem Schwarzen der Friedensnobelpreis zugesprochen. Er durfte allerdings erst 1961 ausreisen, um ihn entgegenzunehmen.

## Folgen
Der Prozess bewirkte eine Solidarisierung der oppositionellen Gruppen über die „Rassenschranken“ hinweg.

„Inter-racial trust and cooperation is a difficult plant to cultivate in the poisoned soil outside. It is somewhat easier in here where … the leaders of all ethnic factions of the movement are together and explore each other’s doubt and reservations, and speak about them without constraint. Coexistence in the Drill Hall deepens and recreates their relationsships.

Vertrauen und Zusammenarbeit über die Rassenschranken hinweg sind schwer zu veredelnde Pflanzen in der vergifteten Erde da draußen. Hier drinnen ist es etwas leichter, wo … die Anführer aller ethnischen Gruppen der Befreiungsbewegung versammelt sind und sie die gegenseitigen Zweifel und Vorbehalte erforschen und darüber ungehindert sprechen können. Der gemeinsam ertragene Drill vertieft und erneuert ihre Beziehungen.“

In Westeuropa, besonders in Skandinavien und dem Vereinigten Königreich, gab es im Zuge des Treason Trial erstmals nennenswerte Solidaritätsbezeugungen mit den südafrikanischen Anti-Apartheid-Organisationen. Zur finanziellen Unterstützung der Angeklagten wurde mit Unterstützung von Sammy Davis Jr. ein Treason Trial Fund aufgestellt. Weitere maßgebliche finanzielle Unterstützung kam vom International Defence and Aid Fund for Southern Africa.
Südafrika trat auf Druck anderer Mitgliedsländer im April 1961 aus dem Commonwealth aus und firmierte fortan als „Republik Südafrika“.
Am 16. Dezember 1961 gründete der ANC mit der ebenfalls verbotenen SACP den militärischen Zweig Umkhonto we Sizwe (MK), um den bewaffneten Kampf gegen das Apartheidregime aufzunehmen. Nelson Mandela, Walter Sisulu, Ahmed Kathrada und Lionel Bernstein wurden später erneut festgenommen und im Rivonia-Prozess 1964 unter anderem wegen „Sabotage und Planung bewaffneten Kampfes“ zu lebenslangen Gefängnisstrafen verurteilt. Bram Fischer war auch im Rivonia-Prozess als Anwalt tätig.
Oliver Tambo stand nach seiner Freilassung unter Hausarrest, ging dann ins Exil und wurde dort ANC-Vorsitzender. Viele der Angeklagten wurden ebenfalls später unter Hausarrest gestellt oder anderweitig verfolgt. Archie Gumede wurde in den 1980er Jahren Vorsitzender der United Democratic Front.
Mandela lernte während des Prozesses 1957 seine spätere zweite Ehefrau Winnie Madikizela-Mandela kennen, die er 1958 heiratete.